# Torrecilla del Pinar
Torrecilla del Pinar est une commune de la province de Ségovie dans la communauté autonome de Castille-et-León en Espagne.

## Sites et patrimoine
- Chapelle de la Virgen del Pinar
- Chapelle del Santo Cristo del Humilladero
- Église Saint-Jean-Baptiste (San Juan Bautista)